# クープ・デュ・モンド・ド・ラ・ブーランジュリー
クープ・デュ・モンド・ド・ラ・ブーランジュリー（フランス語：Coupe du Monde de la Boulangerie、ベーカリーワールドカップ）とは、1991年、フランスのMOFが中心となって設立された手作りパン振興会が主催するベーカリーのワールドカップで、1992年から始まった。開催地はフランスで、4年に1度（96年大会までは2年に1度、08年大会までは3年に1度）行われている。現在はパリ国際製パン・菓子見本市「ユーロパン」にて開催されている。
世界から12カ国（96年大会までは9カ国）の3人で構成される選手団を集め、与えられたブースと限られた材料の中で、規定の品目を8時間以内に仕上げ、その技術・スピード・芸術性を競う。パン、ヴィエノワズリー、飾りパン、パン・サレの4つのテーマのもとにパンを作製する。
同様の世界大会としては他にフランスで行われているモンディアル・デュ・パン、ドイツで開催されているibaカップなどがある。

## 優勝チーム
- 1992年 フランス
- 1994年 スイス
- 1996年 フランス
- 1999年 アメリカ合衆国
- 2002年 日本
- 2005年 アメリカ合衆国
- 2008年 フランス
- 2012年 日本
- 2016年 韓国
- 2020年 中国
- 2022年 中華民国
- 2024年 フランス

## 日本チームと成績
日本は1994年大会から参加
- 1994年　3位　岡田重雄、古川明理、河上洋一
- 1996年　4位　玉木潤、佐藤広樹、馬場正二
- 1999年　3位　江崎幸一、細田実、中山透
- 2002年　優勝　山﨑隆二、菊谷尚宏、渡辺明生
- 2005年　3位　成瀬正、吉川崇、橋本高広
- 2008年　6位　西川正見、渡部賢一、山崎彰徳
- 2012年　優勝　長田有起、佐々木卓也、畑仲尉夫[1]
- 2016年　6位　瀬川洋司、茶山寿人、知念裕之
- 2020年　2位　二宮茂彰、津田宜季、勝海遥平
- 2022年　出場見送り　合田知弘、堀田圭介、梅谷誠吾
- 2024年　3位　合田知弘、堀田圭介、梅谷誠吾

## マスター・ド・ラ・ブーランジュリー
マスター・ド・ラ・ブーランジュリー（Masters de la Boulangerie）とは、
クープ・デュ・モンド・ド・ラ・ブーランジュリーから派生した、個人を対象として開催されるパン職人コンテスト。
出場者はクープ・デュ・モンド・ド・ラ・ブーランジュリーで優秀な成績であったものを大会本部が選出する。
現在はニュートリショナル・ブレッド部門、 グルメパン部門、飾りパン部門の3部門で行われている。2010年開始。

### 優勝者
- 2010年　呉寶春 中華民国（パン）、Thomas Planchot フランス（ヴィエノワズリー）、Francois Brandt オランダ（飾りパン）
- 2014年　長田有起 日本（パン）、Hakan Johansson スウェーデン（ヴィエノワズリー）、Antoine Robillard フランス（飾りパン）
- 2018年　Peter BIENEFELT オランダ（ニュートリショナル・ブレッド）、Déborah OTT フランス（グルメパン）、王鵬傑 中華民国（飾りパン）

### 日本人出場者と成績
- 2010年　3位西川正見（パン）
- 2014年　優勝長田有起（パン）、2位佐々木卓也（ヴィエノワズリー）、3位畑仲尉夫（飾りパン）
- 2018年　瀬川洋司（ニュートリショナル・ブレッド）